# Maxwell Montes
Maxwell Montes je horský masiv na planetě Venuši. Je vyšší, než Mount Everest. Měří zhruba 11 km.

## Obecný popis
Pohoří Maxwell Montes se nachází na Ishtar Terra, které je severnější ze dvou hlavních pohoří. Maxwell Montes je 11 kilometrů vysoký. Na délku je dlouhý okolo 853 kilometrů a široký asi 700 km. Západní svahy pohoří jsou velmi strmé, zatímco východní strana sestupuje pozvolna do Fortuna Tessera. Vzhledem ke své nadmořské výšce je nejchladnějším (okolo 380 °C) místem. Je to taky část povrchu s velmi nízkými hodnotami tlaku (45 barů).

## Původ a geologie
Původ Lakshmi Planum a horských pásů, jako je Maxwell Montes, je sporný. Jedna z teorií říká, že jsou geologicky zformovány díky horkým oblakům v nitru planety. Další teorie tvrdí, že oblast byla komprimována ze všech stran, což zapříčinilo pokles materiálu do nitra planety a postupný růst horniny. Široké hřebeny a údolí, které tvoří Maxwell Montes a Fortuna Tessera naznačují, že topografie vyplývá z komprese. Paralelní (souběžné) hřebeny a údolí byly snižovány z důvodů pozdějších extrémních vlivů a poruch hornin. Extrémní výška Maxwell Montes ve vztahu k ostatním kompresním pohoří kolem Lakshmi Planum naznačuje, že jeho původ je složitější.

## Radarové zmapování a pojmenování
Při použití radaru v observatoři Arecibo v Portoriku, vědci zkoumali stálá a hustá oblaka v atmosféře Venuše. Při tomto výzkumu vědci objevili rozsáhlé vrchoviny, které byly v roce 1967 pojmenovány jako Maxwell Montes.
V roce 1978 byla vyslána na oběžnou dráhu kolem Venuše kosmická sonda Pioneer Venus, která měla za úkol průzkum atmosféry a zisk informací o planetě. Tato pozorování umožnila vznik první topografické mapy povrchu Venuše, a podařilo se potvrdit, že Maxwell Montes je nejvyšší bod nad průměrnou úrovní povrchu planety.
Pohoří je pojmenováno po Jamesi Clerku Maxwellovi, jehož obecný matematický popis elektromagnetického pole objasnil existenci radiových vln a díky tomuto správnou funkci radaru pro povrchové mapování.
Maxwell Montes, Alpha Regio a Beta Regio jsou tři výjimky z pravidla, že objekty na Venuši mají mít ženské pojmenování, nebo nést název po bohyních.